# Cleorodes
Cleorodes is een geslacht van vlinders van de familie spanners (Geometridae), uit de onderfamilie Ennominae.

## Soorten
- C. incerta Rungs, 1975
- C. lichenaria

Korstmosspanner Hufnagel, 1767